# هوب مورغان وارد
هوب مورغان وارد (بالإنجليزية: Hope Morgan Ward)‏ هي قسيسة أمريكية، ولدت في 18 سبتمبر 1951.